# Celtic Voyager
Celtic Voyager — исследовательское судно, эксплуатируемое Морским Институтом в Голуэе, Ирландия. На судне имеются влажные, сухие и химические лаборатории. Судно предназначено для сбора промысловых, геофизических, океанографических и экологических данных, а также используется для обеспечения практической подготовки будущих морских ученых.
- RV Celtic Voyager у пристани Хоргана в Корке